# Bundesstraße 525
De Bundesstraße 525 (kortweg B525) is een weg in de Duitse deelstaat Noordrijn-Westfalen die een verbinding vormt tussen de Nederlandse grens bij Südlohn en de A43 bij Nottuln.

## Geschiedenis
De Bundesstraße 525 is begin jaren 70 ingevoerd. Daarbij werd deze eerst foutief als B523 aangeduid. De correctie vond plaats in 1977. Tussen Gescher en Nottuln verliep de B525 vrijwel identiek aan de B67. Het gedeelte tussen de aansluiting op de A31 en de kruising met de B70 werd nieuw gebouwd. 
De B67 ligt zuidelijker, vrijwel parallel, vanaf Borken richting Reken. Een doortrekking naar de A43 bij Dülmen is gepland.
B1 · B3 · B7 · B8 · B9 · B10 · B26 · B27 · B35 · B37 · B38 · B39 · B40 · B41 · B42 · B43 · B43a · B44 · B45 · B47 · B48 · B49 · B50 · B51 · B52 · B53 · B54 · B55 · B55a · B56 · B56n · B57 · B58 · B59 · B61 · B62 · B63 · B64 · B65 · B66 · B66n · B67 · B68 · B70 · B80 · B83 · B84 · B219 · B220 · B221 · B223 · B224 · B225 · B226 · B227 · B228 · B229 · B230 · B231 · B233 · B234 · B235 · B236 · B237 · B238 · B239 · B241 · B249 · B250 · B251 · B252 · B253 · B254 · B255 · B256 · B257 · B258 · B259 · B260 · B261 · B262 · B263 · B264 · B265 · B266 · B267 · B268 · B269 · B270 · B271 · B272 · B274 · B275 · B277a · B278 · B279 · B284 · B288 · B323 · B324 · B326 · B327 · B399 · B400 · B403 · B405 · B406 · B407 · B409 · B410 · B411 · B412 · B413 · B414 · B416 · B417 · B418 · B419 · B420 · B421 · B422 · B423 · B424 · B426 · B427 · B428 · B429 · B448 · B449 · B450 · B451 · B452 · B453 · B454 · B455 · B456 · B457 · B458 · B459 · B460 · B469 · B473 · B474 · B475 · B476 · B477 · B478 · B479 · B480 · B481 · B482 · B483 · B484 · B485 · B486 · B487 · B488 · B489 · B499 · B504 · B506 · B507 · B508 · B509 · B510 · B511 · B513 · B514 · B515 · B516 · B517 · B519 · B520 · B521 · B525 · B528 · B611